# Бенито-Хуарес (Сонора)
Бенито-Хуарес (исп. Benito Juárez) — муниципалитет в Мексике, штат Сонора, с административным центром в городе Вилья-Хуарес. Численность населения, по данным переписи 2020 года, составила 21 692 человека.

## Общие сведения
Название Benito Juárez дано в честь национального героя, президента Бенито Хуареса.
Площадь муниципалитета равна 369,5 км², что составляет 0,2 % от площади штата, а наиболее высоко расположенное поселение Хекопако, находится на высоте 41 метр.
Он граничит с другими муниципалитетами Соноры: на востоке и юге с Этчохоа, на северо-западе с Кахеме, а на западе берега муниципалитета омываются водами Калифорнийского залива.

## Учреждение и состав
Муниципалитет был образован 26 декабря 1996 года, по данным 2020 года в его состав входит 66 населённых пунктов, самые крупные из которых:
| Код INEGI                  | Населённый пункт                                                                           | Численность населения (2005 год) | Численность населения (2010 год) | Численность населения (2020 год) |
| -------------------------- | ------------------------------------------------------------------------------------------ | -------------------------------- | -------------------------------- | -------------------------------- |
| 071                        | Всего                                                                                      | 20447                            | 22009                            | 21692                            |
| 0001                       | Вилья-Хуарес (исп. Villa Juárez) 27°07′40″ с. ш. 109°50′33″ з. д. (административный центр) | 12691                            | 13770                            | 13153                            |
| 0139                       | Паредон-Колорадо (исп. Paredón Colorado (Paredón Viejo)) 27°04′42″ с. ш. 109°55′58″ з. д.  | 2401                             | 2665                             | 2945                             |
| 0141                       | Паредонсито (исп. Paredoncito) 27°03′25″ с. ш. 109°54′47″ з. д.                            | 2181                             | 2251                             | 2400                             |
| 0104                       | Хекопако (исп. Jecopaco) 27°11′51″ с. ш. 109°46′14″ з. д.                                  | 1148                             | 1196                             | 1152                             |
| 0003                       | Агуа-Бланка (исп. Agua Blanca) 27°06′55″ с. ш. 109°43′59″ з. д.                            | 781                              | 861                              | 811                              |
| 0140                       | Асейтунитас (исп. Aceitunitas) 27°04′45″ с. ш. 109°54′51″ з. д.                            | 434                              | 454                              | 556                              |
| 0009                       | Батевито (исп. Batevito) 27°07′01″ с. ш. 109°52′20″ з. д.                                  | 445                              | 453                              | 381                              |
| —                          | Прочие                                                                                     | 366                              | 359                              | 294                              |
| Названия на карте Генштаба |                                                                                            |                                  |                                  |                                  |

## Экономическая деятельность
По статистическим данным 2000 года, работоспособное население занято по секторам экономики в следующих пропорциях:
- сельское хозяйство, скотоводство и рыбная ловля — 51,7 %;
- промышленность и строительство — 11,7 %;
- торговля, сферы услуг и туризма — 35,4 %;
- безработные — 1,2 %.

## Инфраструктура
По статистическим данным 2020 года, инфраструктура развита следующим образом:
- электрификация: 98,5 %;
- водоснабжение: 57,8 %;
- водоотведение: 88,4 %.